# 颜之仆

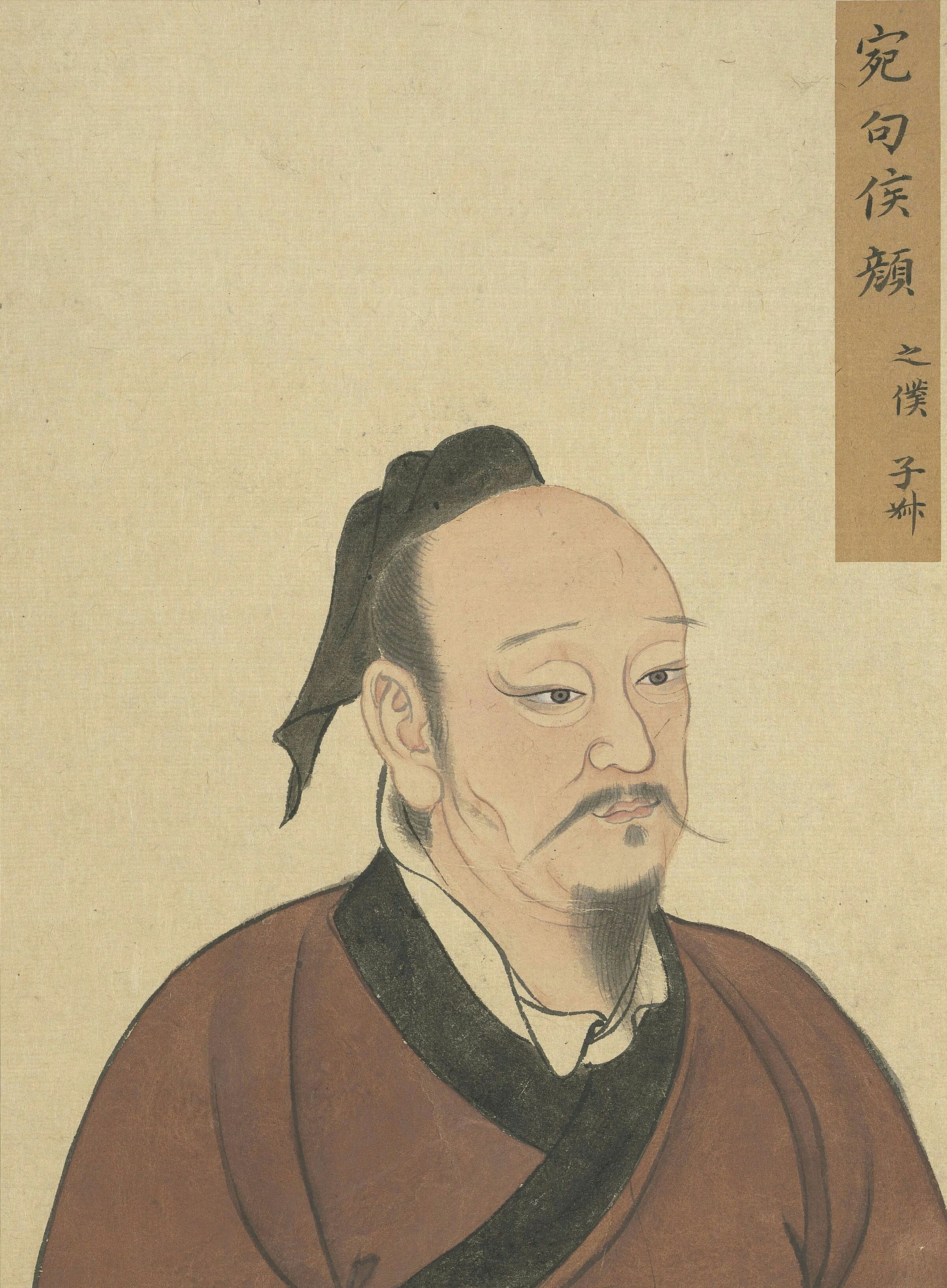
顏之僕

颜之仆（？—？），字叔，《孔子家语·弟子解》作字子叔。春秋时期鲁国人。孔子弟子。

## 生平
颜之仆事迹不详。崇祯刻本《圣贤像赞》：“贤行颜叔，亲承尼父。志锐所期，道尊是辅。泥在均陶，木就规矩。终縻好爵，扬名东武”。

## 歷代追封
- 漢明帝永平十五年（72年）從祀孔廟。
- 唐玄宗開元二十七年（739年）封东武伯。
- 宋真宗大中祥符二年（1009年）封宛句侯。
- 明世宗嘉靖九年（1530年）封先賢颜子。